# Eupteryx decemnotata
Eupteryx decemnotata är en insektsart som beskrevs av Claudius Rey 1891. Eupteryx decemnotata ingår i släktet Eupteryx och familjen dvärgstritar. Arten är reproducerande i Sverige. Inga underarter finns listade i Catalogue of Life.